# Bruxelles-Ingooigem 2001
La Bruxelles-Ingooigem 2001, cinquantaquattresima edizione della corsa, si svolse il 13 giugno su un percorso di 160 km. Fu vinta dal belga Bert Roesems della squadra Landbouwkrediet-Colnago davanti al neozelandese Gordon McCauley e al lituano Mindaugas Goncares.

## Ordine d'arrivo (Top 10)
| Pos. | Corridore          | Squadra                 | Tempo    |
| ---- | ------------------ | ----------------------- | -------- |
| 1    | Bert Roesems       | Landbouwkrediet-Colnago | 3h57'00" |
| 2    | Gordon McCauley    | Landbouwkrediet-Colnago | s.t.     |
| 3    | Mindaugas Goncares | Zetelhallen             | s.t.     |
| 4    | Tony Bracke        | Collstrop-Palmans       | s.t.     |
| 5    | Rik Reinerink      | Bankgiroloterij-Batavus | a 1'05"  |
| 6    | Danny Daelman      | Zetelhallen             | a 1'10"  |
| 7    | Bert De Waele      | Landbouwkrediet-Colnago | s.t.     |
| 8    | Tom Desmet         | Bankgiroloterij-Batavus | s.t.     |
| 9    | Michel Vanhaecke   | Landbouwkrediet-Colnago | a 1'15"  |
| 10   | Scott Guyton       | Flanders-Prefetex       | s.t.     |